# Carphoides
Carphoides is een geslacht van vlinders van de familie spanners (Geometridae), uit de onderfamilie Ennominae.

## Soorten
- C. inconspicuaria Barnes & McDunnough, 1916
- C. incopriarius Hulst, 1887
- C. setigera Rindge, 1958